# 시사 인사이드 (채널A 프로그램)
《시사 인사이드》는 2014년 7월 28일부터 2016년 9월 30일까지 방송되었던 채널A의 평일 오전 뉴스 프로그램이다.

## 방송시간
- 평일 오전 10시 20분 ~ 11시 40분

## 앵커
- 정연욱
- 정부경

## 동시간대 경쟁 뉴스 프로그램
- SBS 생활경제 (SBS)
- 전국 네트워크 (MBN)
- 지구촌 뉴스 (KBS 2TV)